# Смрт у рају (2. сезона)
Друга сезона британске полицијске крими-драмедије Смрт у рају емитована је од 8. јануара до 26. фебруара 2013. године на каналу BBC One.

## Опис
Елизабет Буржин је унапређена у главну поставу на почетку сезоне.

## Улоге
- Бен Милер као ДИ Ричард Пул
- Сара Мартинс као ДН Камил Бордеј
- Дени Џон-Џулс као Позорник Двејн Мајерс
- Гери Кар као Позорник Фидел Бест
- Елизабет Буржин као Кетрин Бордеј
- Дон Варингтон као начелник Селвин Патерсон

## Епизоде
| Бр. еп. (укупно) | Бр. еп. (у сезони) | Наслов                   | Редитељ      | Сценариста      | Премијера         | Гледаност у Британији (милиони) |
| --- | ------------------ | ------------------------ | ------------ | --------------- | ----------------- | ------------------------------- |
| 9 | 1                  | "Убиство на плантажи"    | Кит Боук     | Делинда Џејкобс | 8. јануар 2013.   | 8,20                            |
| Ричард истражује смрт власника плантаже шећера Роџера Симура који је пронађен мртав са мачетом у леђима. Ричард сазнаје да је плантажа шећера некада била велико друштво, али да се распало због лошег поступања према радницима. Како су чланови породице Симур окренути једни против других, Ричард зна да је један од њих био убица. Међутим, пошто чланови породице имају солидне алибије и видели су једни друге у време Роџеровог убиства, Ричард тражи алтернативно објашњење како би открио убицу. |                    |                          |              |                 |                   |                                 |
| 10 | 2                  | "Безбожничка смрт"       | Алрик Рајли  | Колин Бајтвеј   | 15. јануар 2013.  | 7,84                            |
| Тинејџерка калуђерица Тереза погинула је у пожару у својој соби у месном манастиру. Верује се да је умрла случајно јер је цигарета остала упаљена у њеној соби, а соба је била закључана изнутра. Међутим, када је Ричард пронашао претећу поруку послату Терези пре него што је умрла, он верује да је Тереза открила нешто што није смела и да је морала да умре због свог открића. У међувремену, Терезина породична тајна је откривена, што је изазвало напад на једну од калуђерица у цркви. |                    |                          |              |                 |                   |                                 |
| 11 | 3                  | "Смрт на клиници"        | Дејвид О'Нил | Ден Сефтон      | 22. јануар 2013.  | 7,98                            |
| Смрт Валери Дупри на клиници за пластичну хирургију оставља Ричарда и екипу збуњеним јер изгледа да се Валери убила. Др. Џонс открива да је Валери била самоубилачки настројена, али Ричард је уверен да је Валери заправо убијена - њена шољица чаја за коју се сумња да је отрована. Међутим, како су налази негативни, Ричарду је тешко да пронађе средства. Осумњичена Џејн верује да је Валери имала аферу са Полом, али др. Џонс открива да је имала аферу са Полом, обезбеђујући им алибије. Ричард тада сазнаје да је сама клиника била параван за противзаконите послове пошто је злочинцима пружала нове идентитете. |                    |                          |              |                 |                   |                                 |
| 12 | 4                  | "Смртоносно проклетство" | Алрик Рајли  | Роберт Торогуд  | 29. јануар 2013.  | 7,68                            |
| Екипа истраживача посећује Сент Мери у потрази за благом, али је вођа групе Данијел Морган повређен у експлозији, а члан екипа Ијан Паркс убијен. Ричард верује да је Данијел био циљана мета док је Ијан случајно умро, али онда када је Данијел био умешан у још једну чудну несрећу, Ричард се пита да ли је Данијел убица, због чега несреће и саме изгледају као да су му намештене. Пошто су замолили Двејна да га доведе из ћелије на испитивање, они откривају нову препреку. Данијел је умро преко ноћи у ћелији. |                    |                          |              |                 |                   |                                 |
| 13 | 5                  | "Убиство на броду"       | Кит Боук     | Џек Лотијан     | 5. фебруар 2013.  | 7,21                            |
| Камилина другарица Ејми пада мртва на броду за забаву пред њом. Селвин захтева да се противзаконита скупина за производњу алкохола похапси пошто је био под притиском званичних дестилерија, али Ричард своје предности окреће хватању убице. Док је истраживао мотиве иза Ејмине смрти, Ричард сазнаје да је Ејми планирала да се пресели у Мајами да би потписала нови уговор о снимању, а Стивен није био срећан због тога, као ни Елоиз која је била љубоморна на Ејмине успехе и желела је да минира њен прелазак у Мајами. |                    |                          |              |                 |                   |                                 |
| 14 | 6                  | "Сунчев зрак"            | Алрик Рајли  | Колин Бајтвеј   | 12. фебруар 2013. | 7,49                            |
| Ричард истражује смрт Џун која је задављена у својој изнајмљеној вили. Главни осумњичени су Даг (Џунин муж и Ричардов стари колега из Велике Британије кога он не воли), Џенис (Џунина сестра која је једина корисница њеног тестамента) и чистачица Естел. Ричард сазнаје да Естел покушава да прода Џунин украдени накит, али она нема прави мотив да убије Џун. Када се Џенис сетила да је видела једног од власника виле како напушта место злочина, Ричард почиње да се пита да ли је Џунино убиство повезано са историјским случајем у Великој Британији. |                    |                          |              |                 |                   |                                 |
| 15 | 7                  | "Олујни догађај"         | Дејвид О'Нил | Џејмс Пејн      | 19. фебруар 2013. | 7,42                            |
| Сент Мери се спрема за ураган. Истраживач Лео Даунс је пронађен мртав, а поприште је постављено тако да изгледа као исход урагана. Ричард ради са својом екипом на решавању Леове смрти и сазнаје да су Леа колеге виделе као улизицу. Такође сазнаје да је Дејмон имао мотив да убије Леа пошто је он био заљубљен у Амбер која је била Дејмонова бивша. Упркос томе, сваки осумњичени има алиби. Додатни докази су откривени када су поруке са скајпа између Леа и његове мајке откриле да је он имао велике планове за свој следећи истраживачки пројекат. |                    |                          |              |                 |                   |                                 |
| 16 | 8                  | "Смртоносни пријем"      | Алрик Рајли  | Роберт Торогуд  | 26. фебруар 2013. | 7,50                            |
| Филантроп Малколм Пауел убијен је на добтворној акцији прикупљања средстава. Сви осумњичени су тада били на видику Камил и она је касније покушала да појури за колима којима је неко покушавао да побегне, али је возач пресекао точкове полицијског Ленд ровера. Малколмова секретарица Вики тврди да је извесни Џек Робертс убио Малколма, али Џека Робертса нема нигде. Двејн је пратио кола која је Камила видела, али трагови чамца који воде од њих су премали да би могло да се побегне па где би на острву могао бити? Ричард сазнаје да је Малколм побегао на Сент Мери из Велике Британије када је преварио улагаче свог друштва и сумња да је био уцењен у изградњи до смрти. Фидел је положио нареднички испит па екипа слави. |                    |                          |              |                 |                   |                                 |